# Inazuma Eleven Orion no kokuin
Inazuma Eleven Orion no kokuin (イナズマイレブン オリオンの刻印? lett. "Inazuma Eleven: Il sigillo di Orione") è una serie televisiva anime giapponese del 2018, prodotta da OLM. Appartenente al media franchise di Inazuma Eleven, è il sequel di Inazuma Eleven Ares e ottava stagione dell'anime, trasmesso tra aprile e settembre 2018. Viene trasmessa su TV Tokyo dal 5 ottobre 2018 e si è conclusa il 27 settembre successivo, quasi un anno dopo. La serie è tratta dalla seconda metà del videogioco di ruolo (in seguito cancellato e sostituito da Inazuma Eleven: Victory Road) Inazuma Eleven Ares no Tenbin di cui l'uscita era prevista nel 2018.

## Trama

### Inazuma Orion
La storia comincia vari mesi dopo gli eventi del precedente Inazuma Eleven Ares. Con il 
Football Frontier International ormai alle porte, l'associazione giovanile giapponese forma la nazionale giovanile giapponese, l'Inazuma Japan, composta dai migliori giocatori del precedente torneo nazionale, il Football Frontier. I giocatori sono: Mark Evans (come capitano), Axel Blaze, Elliot Ember, Xavier Shiller, Adriano Donati, Valentin Eisner, Sonny Wright, Jude Sharp, Caleb Stonewall, Hunter Foster, Lucas Star (dalla Russia), Shawn Frost, Trevor Cook, Nathan Swift, Cliff Parker, Billy Miller, Duske Grayling e Dave Quagmire. Come allenatore viene incaricato Mister Yi, allenatore della Raimon, affiancato dal suo vice Percival Travis, allenatore dell'Accademia Stella.

### La partita d'esordio: Giappone vs Corea
L'indomani comincia la partita contro la nazionale coreana, i Red Bison. Sebbene le due squadre si dimostrino alla pari, la Corea sfodera subito un gioco molto aggressivo, che gli permette di segnare il primo gol ad opera dell'attaccante di punta Shi-Woo Baek grazie al suo tiro speciale Incornata del Bisonte. Il risultato viene riportato in parità da Axel che, grazie ad un'azione di squadra che manifesta i benefici della sfida contro Atlas in termini di riflessi, segna con il suo nuovo tiro, l'Ultima Risorsa, così potente da essere considerato un tiro di livello mondiale dal capitano della nazionale spagnola Hérnandez, che ha già avuto modo di vederlo nel campo di allenamento del Giappone. La partita riprende, ma a seguito di un contrasto nell'aria, Axel si infortuna alla gamba per via di una brutta caduta, che si scoprirà esser stata causata da Baek che, grazie ad uno specchietto nascosto sotto gli scarpini, gli ha riflesso la luce negli occhi. Viene quindi sostituito da Xavier, che da subito non sembra trovarsi in sintonia con il secondo attaccante in campo, Elliot. L'accesa rivalità tra i due li porterà a sfidarsi tra di loro in campo, scambiandosi passaggi sempre più forti e irraggiungibili, finché un passaggio troppo alto di Elliot si trasforma in un assist involontario per Sonny, che segna di testa. Il risultato viene nuovamente riportato in parità da Dong-Hyeok Lee, approfittando del rimpallo del tiro di Baek che Mark non è riuscito a bloccare. Il capitano Min-Woo Seok, sempre più insospettito, abbassa la maglia di Baek e scopre che possiede il Sigillo di Orione, un marchio di colore blu acceso che gli conferisce capacità fuori dal normale. Egli protesta contro il suo modo di fare, ma viene per questo infortunato dai suoi stessi compagni. La partita si concluderà con il gol di Elliot e Xavier, che segnano il 3-2 grazie all'improvvisato e involontario tiro combinato Pinguini del Crepuscolo.
Dopo la cena i giocatori vanno nelle loro stanze, ma Philip Star sembra comportarsi in modo strano. Dopo aver dichiarato tra sé e sé che distruggerà il capitano Mark, entra nella sua stessa stanza chiedendogli di mettere una buona parola su di lui per farlo giocare nella prossima partita contro l'Australia, per farli perdere. Jude, che ha visto tutto di nascosto, si insospettisce. Intanto Mister Yi sta parlando al telefono con il misterioso Allegrov, pseudonimo di Gustav Nikolsky, capo del progetto Mondo Perfetto e presidente della Fondazione Orione, dicendogli di essersi separato da loro per allenare il Giappone e di disprezzare il loro progetto. Dopo la telefonata, Allegrov parla a Truman Newton, suo sottoposto, ribadendogli che Star è l'infiltrato all'interno della nazionale giapponese e possessore del Sigillo di Orione, il cui scopo è distruggerla dall'interno, e non tollererà fallimenti. Quella sera stessa, nel centro sportivo della Corea, dei misteriosi signori vestiti di nero prelevano Baek, portandolo in un luogo non specificato per aver "fallito la missione".
Il giorno dopo, i sospetti di Jude sembrano esser confermati quando Star, durante un allenamento con Mark, tenterà di infortunarlo gravemente con uno spesso ago nascosto in un pallone, tentativo che verrà sventato da Jude stesso che dirà a Mark di non tentare di parare il tiro. La cosa verrà scambiata per una sfortunata coincidenza dal capitano, che terminerà qui la sessione. Poco dopo, Philip riesce a reperire un video di un'amichevole dell'Australia, mostrando il loro gioco brutale ed aggressivo. In virtù di ciò, Philip propone alla squadra un allenamento intensivo grazie a dei particolari macchinari che, con il fittizio scopo di migliorare la resistenza fisica, serviranno a fare del male ai giocatori, per non fargli giocare la partita. L'allenamento viene però interrotto da Mister Yi, che chiederà ad alcuni giocatori di comprare delle cose. Valentin, membro del gruppetto, si accorgerà che il cappellino di Atlas è in vendita proprio lì, e fuori dal negozio incontreranno Atlas stesso, che sfideranno per ottenere una rivincita. Il misterioso ragazzo vince ancora, ma Valentin riesce a svelare che il suo nome è in realtà uno pseudonimo: il cognome Strongwater è infatti il nome di un negozio vicino al fiume, e il nome Atlas il nome di una nave. Egli ammette la sua falsa identità, ma rifiutandosi di svelare quella vera.

### L'infiltrato: Giappone vs Australia
L'indomani comincia la partita contro la nazionale australiana, gli Shining Satans. La partita inizia subito col piede sbagliato: aspettandosi un gioco rude e violento, infatti, l'Inazuma Japan imposterà male la partita, e verrà subito sorpresa dallo stile tecnico ed elegante della vera Australia, che grazie alle loro capacità illusorie riescono a scartare agilmente gli avversari e arrivare al gol grazie al capitano Satan Gaul, che si scoprirà possedere il Sigillo di Orione, e al suo tiro speciale, Ipnosi Temporale, che parte lento per poi di colpo diventare veloce, confondendo così il portiere, per fare gol. Nel mentre una vecchia conoscenza, Nelly Raimon, arriva allo stadio con un taxi. La partita riprende, ma i giocatori sono ancora in balia del gioco avversario, permettendo al capitano di fare doppietta con la stessa tecnica. Intanto Nelly è arrivata alla panchina della Inazuma, e riesce a svelare le tecniche illusorie dell'Australia, permettendo ai giocatori di non cadere nella loro trappola e di accorciare le distanze. Satan cambia allora aspetto e personalità, diventando più posato e calcolatore, e segna la sua tripletta approfittando dei raggi di luce che accecano gli avversari, simili a quelli responsabili dell'infortunio di Axel. Satan cambia nuovamente aspetto e personalità, diventando instabile e completamente folle, e la partita riprende. Jude viene di nuovo accecato, ma Elliot scopre il responsabile: Philip Star. Jude ha così la conferma dei suoi sospetti, e chiede aiuto agli irascibili Elliot e Xavier per infortunarlo e impedirgli di continuare le sue macchinazioni. La coppia d'attacco avanza verso la porta avversaria, e nel mentre calcia il pallone addosso a Star, senza perdere il pallone. Arrivati all'area di rigore avversaria Elliot decide di tirare, ma il tiro viene parato dal portiere Pazuzu Zaham, e il contropiede permette a Satan di calare il poker sull'Inazuma Japan: quarto gol per l'Australia. La partita continua e, dopo un tentativo fallito di Caleb di accorciare le distanze, la palla viene intenzionalmente buttata fuori dagli Shining Satans per effettuare una sostituzione e far entrare Lu Jiver, una misteriosa ragazza dal carattere robotico che, grazie ad una lama nascosta negli scarpini, ferisce il difensore Billy. Il gioco si ferma e Billy, dopo essersi medicato, decide di restare in campo, e sarà proprio lui a svelare, tramite un astuto stratagemma, la lama nascosta di Lu, che verrà sostituita. Satan avanza ancora, ma stavolta Mark riesce a parare l'Ipnosi Temporale grazie ad una tecnica improvvisata, il Triplo Guardiano, creata ispirandosi ai segnali visivi che gli manda Nelly dalla panchina, usando del cibo che aveva portato dal suo viaggio. Vedendo gli Shining Satans privati anche del loro ultimo trucco, la squadra riacquista speranza e, finalmente, riesce a pareggiare il risultato grazie a tre potentissimi tiri. Jude, Elliot e Xavier intanto continuano a tirare addosso il pallone a Philip Star, finché Sonny, non capendo il motivo dell'accanimento, si sacrifica per lui interponendosi tra lui e il tiro, cosa che spiazza sia Jude, sia lo stesso Philip, che per un attimo sembra avere un ripensamento. La partita si conclude con Elliot e Xavier che vanno a segno con i Pinguini del Crepuscolo.

### Il ritorno di Heath Moore: Giappone vs Uzbekistan
Il giorno stesso comincia la partita contro la nazionale uzbeca, gli Eternal Dancers. Duske sente però il peso di essere il nuovo capitano, e non riesce a giocare al massimo con le sue forze, causando la doppietta dell'attaccante di punta dell'avversario e possessore del Sigillo di Orione, Dost Gales, che segna grazie al suo tiro Requiem Polverizzante. La situazione è disperata, ma proprio in quel momento arriva il centrocampista e nuovo capitano Heath Moore, ristabilitosi completamente dopo l'operazione, che cambia le sorti della partita e guida la squadra al pareggio grazie alla sua abilità e intelligenza tattica. La partita continua e l'Uzbekistan torna all'attacco, ma stavolta Duske, con ritrovata forza, riesce a parare il tiro di Gales con la sua nuova tecnica, lo Scudo di Artemide. Heath approfitta del contropiede per scatenare il suo Omega Maelstrom 2.0, una nuova tattica speciale di gruppo che crea un tornado blu che spazza via gli avversari che, a terra, non riescono a fermare il pallone, che lentamente rotola verso la porta. La partita verrà chiusa dal tiro Ali del Goal di Sonny, che segnerà il 4-2.
Dopo la partita, al centro sportivo, Mark verrà rilasciato e Mister Yi, approfittando della temporanea assenza di Star, svelerà i giocatori il complotto della Fondazione Orione, che invia dei giocatori con il Sigillo di Orione, definiti Discepoli di Orione, nelle varie nazionali, e Star è uno di loro. Mark allora svelerà le motivazioni di Star, che è diventato un Discepolo per pagare le operazioni a suo fratello Lucas, coinvolto in un incidente stradale in cui ha perso la vita con suo padre. Philip, intanto, non è affatto contento del suo gioco e vorrebbe giocare lealmente.
L'indomani, mentre la squadra si prepara, Star viene contattato dalla Fondazione Di Orione, e gli viene affidato un pulsante che, quando si preme, farà deragliare l'autobus della nazionale. Tuttavia, non ha il coraggio di premerlo, e verrà per questo ammonito dal presidente, che gli ricorda che il destino del suo fratellino è nelle sue mani.

### La redenzione di Star: Giappone vs Arabia Saudita
Comincia la partita contro la nazionale araba, i Phoenix Army of Arab. Philip rivela agli avversari i bersagli da colpire: Nathan e Shawn, che vengono quindi entrambi infortunati e sostituiti da Cliff e Trevor. Nonostante abbiano perso i loro migliori difensori, la Inazuma riesce a portarsi in vantaggio grazie all'ormai inamovibile coppia d'attacco Elliot-Xavier. Ichihoshi viene quindi snobbato dai suoi stessi collaboratori. La partita è molto accesa, e l'occasione del raddoppio per il Giappone arriva, sorprendentemente, da Star che, ricordandosi del suo passato quando giocava con suo fratello, dribbla gli avversari e tira, colpendo però il palo. I dubbi continuano a pervadere la mente del centrocampista, che verrà però ammonito da un Discepolo della nazionale saudita, che gli ricorderà del suo  obiettivo di distruggere Heath. L'occasione si presenta quando, per raggiungere una palla alta, sia Heath che Philip saltano, ma in quel momento Philip compie la sua scelta, prendendo la palla senza ferire Heath. Philip avanzerà quindi verso la porta, ma verrà fermato e infortunato dalle Meteore Piccanti del difensore Pekka Ream.
Finisce il primo tempo, e il giocatore viene quindi portato in panchina per essere medicato, ma egli si rifiuta, mostrandosi debole non solo dal punto di vista fisico, ma anche da quello psicologico, mostrandosi instabile e arrivando a parlare da solo, come se avesse una seconda personalità.
Xavier gli dice che, avendo scoperto il motivo per cui è diventato un Discepolo, pagherà lui le operazioni per suo fratello, visto che proviene da una famiglia molto ricca, ma Mister Yi rivela a tutti la scioccante verità: grazie alle operazioni investigative di Jude, ha scoperto che Lucas non è in ospedale. Mister Yi rivela quindi che Philip Star è in realtà proprio suo fratello Lucas Star, ed è infatti Philip ad essere morto nell'incidente. Lucas, per il trauma, ha assunto la personalità del fratello, ed è infatti Lucas solo in ospedale, mentre fuori è, a tutti gli effetti, Philip. La partita riprende e, grazie alle parole dei suoi compagni, che ora si fidano di lui, Lucas riesce ad affrontare la realtà e ad unire le sue due personalità, diventando un giocatore completo e di livello superiore, tanto che riuscirà a scartare i giocatori arabi e ad eludere le Meteore Piccanti, per poi passare la palla alla coppia Elliot-Xavier, che siglerà il 2-0 e chiuderà la partita.

### La finale delle qualificazioni asiatiche: Giappone vs Cina
Comincia la partita contro la nazionale cinese, la Soccer Acrobatic Troupe, che si rivela essere un misto tra i componenti della Rojiura Shonentai, la squadra di Jimmy Wongfu, e la Shanghai Hoshinekoda, entrambe allenate in precedenza da Mister Yi, che si rivela essere anche l'allenatore della Cina: il ruolo di allenatore del Giappone, quindi, sarà assunto da Percival Trevis. Lo stile di gioco acrobatico ed agile della Cina gli permette di eludere facilmente le difese dell'Inazuma Japan, e le prime due marcature sono proprio di Wongfu che, dopo esser stato scaraventato in aria con il pallone dalla tecnica di gruppo Grande Muraglia Cinese, elude il Triplo Guardiano di Mark con il suo Proiettile Celestiale, che passa dietro ai Colossi ed entra in porta. Vista la situazione, l'allenatore ha un'intuizione geniale: decide infatti di schierare Duske e Dave in difesa. I due portieri infonderanno le loro tecniche speciali nel Triplo Guardiano di Mark, che si fonderà e diventerà un unico, potentissimo Colosso: l'Asura. Il Proiettile Celestiale viene quindi parato, e l'Inazuma Japan prova a riaccorciare le distanze con la coppia d'attacco Elliot-Xavier, ma per la prima volta il tiro Pinguini del Crepuscolo viene parato. Inizia il secondo tempo e la situazione continua ad essere in stallo, ma Travis ha un'idea: sostituire Xavier con Adriano Donati, che ha affrontato un allenamento speciale sul Monte Fuji per migliorare il suo Tiro Frizzante. La mossa di Travis spiazza tutti, ma si rivela corretta: egli segnerà infatti con il suo potenziato Tiro Super Frizzante. La partita riprende e la Cina si dimostra superiore, sebbene non riesca a segnare il terzo gol, finché Heath non capisce come eludere le loro tattiche, riuscendo a portare a segno con Caleb e a pareggiare. La Soccer Acrobatic Troupe torna all'attacco, ma Heath e Lucas mettono a segno una nuova tecnica speciale, Direttive del Generale, che crea fasci di luce blu che circondano i giocatori dandogli indicazioni molto precise su come muoversi. L'azione dovrebbe concludersi con il tiro di Adriano, che a sorpresa decide di passare la palla ad Elliot, che segna con il suo nuovo tiro, Squalo Profondo. Dopo la partita, Mister Yi e Wongfu torneranno con l'Inazuma Japan.
L'Inazuma Japan è quindi qualificata al Football Frontier International e, dopo aver festeggiato e salutato i loro cari, i giocatori partono per la Russia, la sede del mondiale. Tuttavia Jude abbandona la nazionale per continuare le sue ricerche sulla Fondazione Orione.

### Comincia il Football Frontier International: l'arrivo in Russia
Una volta arrivati, alla nazionale vengono presentati due nuovi membri dello staff: Mario Benigni, un accompagnatore italiano che lavora in Russia, e il preparatore atletico Jim Trainer. Successivamente le quattro squadre del Gruppo A, composto da Giappone, Spagna, America e Russia, si incontreranno. L'Inazuma Japan riconosce tra le file della nazionale spagnola alcuni giocatori del Barçelona Orb, la squadra che in Reloaded venne sfidata in un'amichevole internazionale dalla Raimon, che fu completamente annichilita dal livello calcistico europeo, e scopre anche che il capitano del Barçelona Orb, Sergi Hérnandez, è anche capitano della nazionale. Anche tra le file dell'America ci sono facce note: Erik Eagle e Bobby Shearer, due ex giocatori della Raimon. Lucas, che ha giocato nel Football Frontier russo, riconosce nella nazionale russa il suo vecchio compagno e amico Alexander Allegrov, che illustra alle altre compagini il punto di forza della Russia: ogni giocatore può giocare in qualsiasi ruolo. Inoltre nega completamente la loro appartenenza alla Fondazione Orione.
La squadra viene portata a fare un giro turistico di una parte della Russia, e lì Lucas incontrerà Alex che, ancora una volta, dirà di non essere un Discepolo di Orione e di disprezzare la Fondazione. Successivamente, al nuovo centro sportivo, il trio Sonny-Heath-Elliot prova a replicare l'Ultima Risorsa, il devastante tiro di Axel, ma fallisce, e proprio durante la sessione di allenamento, quando la palla schizza via, essa viene improvvisamente tirata dall'Attacco Furente di Aiden Frost, fratello di Shawn e attaccante di punta dell'Alpine, che a sorpresa si unirà alla squadra. Quella sera, la squadra viene scossa da una dichiarazione del preparatore atletico: secondo i dati raccolti, nell'Inazuma Japan potrebbe esserci una spia di Orione.

### Eterni rivali: Giappone vs Spagna
L'indomani comincia la partita contro la nazionale spagnola, gli Invisible Giants. La partita è subito accesa, ma grazie alle prodezze del difensore Dani Ramos, che ha recuperato l'infortunio alla caviglia rimediato durante le qualificazioni, Hérnandez riesce a segnare con il suo Tiro Diamante, sfoderato anche durante l'amichevole tra Raimon e Barçelona Orb, che surclassa ancora una volta Mark, che non riesce a pararlo nemmeno con la sua nuova tecnica, la Super Mano di Luce, creata su misura proprio per parare quel tiro. L'azione si ripete identica, ma stavolta il Tiro Diamante verrà parato dalla nuova Mano Diamante di Mark, sviluppata sul momento mentre tentava di parare il tiro con la Super Mano di Luce, ripensando all'umiliazione subita nell'amichevole. Dopo un tentativo fallito da parte di Aiden di pareggiare, Ramos riceverà un segnale da un emissario di Orione e lancerà, a malincuore, delle puntine sul terreno, proprio nel punto in cui stava per andare Sonny. Sergi se ne accorge e Shawn, sotto suo consiglio, userà la sua Lastra di Ghiaccio contro Sonny per salvarlo. Ramos si rivela essere un Discepolo di Orione, adescato da Gustav Nikolsky quando era infortunato, che gli ha promesso una guarigione rapida per poter affrontare il mondo insieme al suo amico Hernandez. Il capitano, che detesta la Fondazione Orione, usa il suo Tiro Diamante su di lui e lo costringe ad essere sostituito. La partita riprende, e Sergi ci riprova con il suo Tiro Diamante, che però stavolta, anziché andare dritto, è un tiro ad effetto, il che spiazza Mark che non riesce a pararlo. Disposto a tutto per vincere, Shawn propone ad Aiden la tecnica combinata che hanno progettato, pur sapendo i gravi danni che essa gli comporterà: i due fratelli accorciano quindi le distanze con il nuovo tiro Rompighiaccio, anche se ciò comprometterà la partecipazione di Shawn al torneo, avendo aggravato l'infortunio alla gamba. Nel secondo tempo, i due capitani continueranno a scontrarsi: prima Sergi tirerà di nuovo con il suo Tiro Diamante ad effetto, ma esso verrà parato dalla Manolonga Diamante, tecnica ispirata alla Manolonga del secondo portiere Duske, e successivamente ci riproverà con la Rovesciata Diamante, che verrà ancora una volta parata da una nuova tecnica di Mark, il Pugno Diamante. Il portiere giapponese è un muro, tuttavia la situazione è ancora in stallo, finché Lucas non capisce il segreto del portiere spagnolo, Salvador Castell, e questa nuova scoperta permetterà ad Aiden di fare doppietta e pareggiare il risultato. Subito dopo la ripresa, tuttavia, gli attaccanti Leo Segarra e Joan Asensi segneranno da centrocampo con una tecnica sconosciuta, che trasforma il pallone in una sorta di "piccolo sole" che acceca gli avversari. Sergi dichiara infatti di aver scoperto il punto debole del Giappone: la totale assenza di gioco individuale. Mark lo capisce e, dopo un tentativo fallito di replicare l'Ultima Risorsa, richiama Sonny, e gli dirà che sarà lui la chiave della vittoria. Sonny quindi sfoggia la sua grande abilità nel dribbling, e scarta tutti i giocatori avversari, compreso il portiere, finendo con la palla in porta. La partita finisce in parità.
Fuori dallo stadio, Aiden congeda suo fratello, che dovrà ripartire per il Giappone visto l'infortunio, e gli rivela di sapere che era lui, in realtà, la spia di Orione. Nel mentre avviene un dialogo tra Gustav Nilkolsky e il vero presidente della Fondazione Orione, Ivan Allegrov. Quest'ultimo convocherà successivamente Newton, e gli chiederà informazioni sull'Inazuma Japan. Il presidente nutre però dei sospetti verso Newton, accusandolo di essere ancora legato agli ideali fallimentari di suo padre, il presidente precedente, e per assicurarsi che non lo tradirà trasformerà suo figlio in un Discepolo di Orione.
Il giorno seguente, la squadra va a vedere gli allenamenti del loro prossimo avversario, l'America, e lì incontrano Erik e Bobby, che organizzeranno una partitella 4 vs 4. La partitella viene però fermata dall'irruzione di una squadra di soldati comandati dal generale René Gadé, con il compito di arrestare Mack Scride, l'allenatore della nazionale, accusandolo di star causando danni alla nazionale. Egli deciderà quindi di mettere alla prova la nazionale, sfidandola con la sua squadra, i Navy Invaders, che sostituirà l'attuale nazionale americana in caso di vittoria. La partita è a senso unico: i giocatori dei Navy Invaders, allenati con duri addestramenti militari per anni e potenziati dal Sigillo di Orione, surclassano la nazionale.
Tornati al campo di allenamento giapponese, Sonny incontra suo padre, Curtis Wright, che ha abbandonato lui e la madre quando era ancora un neonato per coronare la sua carriera da calciatore. Purtroppo la sua carriera non andò mai come sperato, infatti si infortunò gravemente nella partita d'esordio con la sua nuova squadra e da lì la sua carriera degenerò sempre di più. Inoltre gli svela di essere membro della Fondazione Orione, rivelandogli anche i veri scopi dell'organizzazione: aiutare i paesi poveri a risollevarsi economicamente. Egli conclude la conversazione dicendo a Sonny di non rivelare nulla di quanto detto.
Nel mentre, nel centro sportivo, arriva un nuovo compagno di squadra: Byron Love, capitano della Zeus. Dopo una sfida tutti contro tutti tra i vari attaccanti, Byron invita Xavier e Cliff ad un luna park.

### La nuova nazionale: Giappone vs America
L'indomani comincia la partita contro la nazionale americana, la Star Unicorn, che sono in realtà proprio i Navy Invaders, che ne hanno preso il posto. La partita comincia male, infatti la nazionale americana si porta subito in vantaggio, ma il risultato viene pareggiato dall'esordiente Byron che, grazie al suo Salto Temporale, scarta la difesa avversaria e segna con il suo Colpo Supremo Impatto. Il primo tempo finisce, e il generale Gadé dice alla sua squadra di iniziare l'Operazione Zeta. La partita riprende, e il Salto Temporale di Byron viene subito neutralizzato. La Star Unicorn userà poi una singolare tattica, il Campo Minato, che cosparge la propria metà campo di mine sotterranee. La squadra, ai margini del campo, permetterà alla compagine giapponese di avanzare, e il primo a farlo è Caleb, che viene gravemente infortunato dall'esplosione di una mina sotterranea. L'Inazuma Japan capisce quindi di non poter avanzare, ma i tranelli dei Navy Invaders non finiscono qui: tramite un pressing molto marcato, infatti, anche Valentin e Billy rimangono involontariamente vittime delle mine. Byron scopre però il trucco per eludere la tattica avversaria e, grazie ad uno stratagemma, riesce ad individuare la posizione delle mine e a farle esplodere una ad una a pallonate, per poi realizzare una doppietta. Privati della loro tattica principale, i Navy Invaders decidono di usare dei fili molto resistenti collegati ad un dispositivo negli scarpini o nell'Eleven Band per fermare gli avversari e immobilizzare il portiere, segnando il gol del pareggio. Allora Byron, Xavier e Cliff stupiranno tutti e segneranno con il loro nuovo tiro, Ali del Cielo, sviluppato mentre erano al luna park. Nel mentre arrivano il vero allenatore della nazionale americana insieme a quattro giocatori della nazionale originale: Erik, Bobby, insieme a Mark Kruger e Dylan Keats, mentre l'allenatore dei Navy Invaders viene arrestato per falsa accusa. Spiazzati e senza un comandante a dargli ordini, i giocatori dei Navy Invaders sono immobilizzati, tanto che Elliot sta per chiudere la partita con il suo Squalo Profondo, poiché il portiere non oppone resistenza, ma il tiro viene fermato da Erik, Bob e Mark Krueger sulla linea di porta, e lo stesso Erik inciterà la squadra a giocare senza seguire istruzioni. Questo fa tornare alla mente di Cobra, vice-capitano dei Navy Invaders, il momento in cui lui e gli altri vennero assoggettati dal generale Gadé, che gli diede del denaro, poiché erano poveri, in cambio della loro fedeltà. Ora i giocatori sembrano, paradossalmente, più forti di prima, poiché giocano per divertirsi. Le fasi finali sono scandite da un gol da entrambe le parti: la partita finisce 4-3, questa è la prima vittoria della Inazuma al Football Frontier International vero e proprio.
L'indomani, Sonny va con suo padre al centro di allenamento di Orione, dove i giocatori vengono allenati fino allo stremo. Sonny è ancora dubbioso, quando viene sfidato da Oleg Animatov, un ragazzino talentuoso che in futuro potrebbe entrare nella nazionale russa. Dopo la sfida, Sonny chiederà a Oleg perché si è unito alla Fondazione, ed egli dirà che aiuta molti paesi poveri e che gli ha dato una speranza, salvandolo dal suo passato di senzatetto. Oleg e Curtis chiedono quindi a Sonny di diventare egli stesso un Discepolo di Orione, ma rifiuta. Allora degli emissari di Orione lo soffocheranno fino a farlo svenire, e Curtis aggiunge che "è finita l'ora di fare il padre", rivelandosi in realtà un impostore. Nel mentre, Shawn ha un dialogo con Newton, il quale dirà al giocatore di diventare un Discepolo di Orione per distruggere l'organizzazione dall'interno.
L'indomani, Ivan avviserà Mister Yi che Sonny si è unito alla Fondazione Orione "di sua spontanea volontà", e Mister Yi, vedendo la squadra preoccupata per dove potrebbe essere, tranquillizza tutti dicendogli che sta bene e che è con suo padre. Successivamente si uniscono alla squadra anche Sandra Fisher e Basile Hardy, due giocatori della Raimon, entrambi con un nuovo look. Essendoci adesso ben quattro portieri, allo spazientito Dave Quagmire viene data la possibilità di giocare a centrocampo, avendo dimostrato un potenziale talento da centrocampista.

### La lotta contro Orione: Giappone vs Russia
Prima del match Ivan propone a suo fratello Alex, capitano dei Perfect Spark, di giocare in modo violento per eliminare definitivamente l'Inazuma Japan. Alex declinerà la sua offerta. Intanto il Giappone è fresco di novità: Dave gioca come centrocampista per sostituire Caleb, infortunato nell'ultima partita. Quest'ultimo insieme ai nuovi arrivati Sandra e Basile diventa titolare.
Il match inizia e la Russia ruba subito palla al Giappone, la quale arriva nei piedi di Alex che tirerà con la Scintilla Innocente che sorpassa facilmente il Velo della Sirena di Sandra e porta in vantaggio i Perfect Spark. Dopo un attacco fallito del Giappone, la Russia riparte e Alex va nuovamente al tiro con la sua mossa, che stavolta verrà parato da Sandra con la sua nuova tecnica Onda del Colosso. Alla ripresa del gioco Aiden si farà rubare il pallone da Yuri Rodina, in seguito ripreso da Nathan con l'Uragano Multiplo, il quale la passerà a Basile che, con una serie di uno-due con Aiden, arriverà alla porta avversaria, fermato però da Alex. A questo punto l'attaccante giapponese si infiamma e cambia aspetto circondandosi con un'aura blu, e dopo aver rubato il pallone ad Alex tira con il suo Ciclone Selvaggio superando lo Pizzicata Gigante del portiere Gregory Fortin.
La partita riprende dopo il pareggio e Lucas, dopo aver capito che la nazionale russa non intende giocare sporco, salta proprio Alex con l'Esplosione Cosmica e passerà il pallone a Heath che la darà a Valentin a cui verrà parata la sua Lancia di Ghiaccio dalla Pizzicata Gigante. La Russia riparte al contrattacco con Alex che tirerà ancora con la Scintilla Innocente, parato ancora dall'Onda del Colosso di Sandra. In seguito arriva un messaggio agli Eleven Band dei giocatori russi, eccetto Alex, che cambia il loro umore. I Perfect Spark attuano una tattica speciale, l'Onda Boreale, che acceca i giapponesi che, impotenti, subiscono un tiro da Karl Senirov, parato con difficoltà da Sandra. Lucas chiede quindi spiegazioni da Alex che capisce subito che suo fratello Ivan ha ordinato ai suoi giocatori di giocare sporco. Billy nota che i giocatori russi accecano i giocatori del Giappone tramite i gas lacrimogeni uscenti dagli Eleven Band e Dave allo scopo di confermarlo si offre volontario. Alex nel frattempo chiederà alla squadra di giocare pulito, ma nessuno lo segue per paura di essere espulsi dalla nazionale.
Il gioco riprende e la Russia attuerà di nuovo l'Onda Boreale che verrà intercettata da Dave dopo aver rubato gli Eleven Band a Simon Zitov e Zaur Salenko. Alex e Sedov, stanchi dei metodi utilizzati dalla loro nazionale, lasceranno il campo. Verranno sostituiti da Son Riktov, un misterioso giocatore bendato che sembra proprio Sonny, rapito da Orione, e insieme a lui Oleg. Il gioco riprende e il Giappone riparte con Aiden, fermato subito da Son. Questo fa capire ad Elliot che i movimenti di Son sono simili a quelli di Sonny. Il guerriero con la benda nera in seguito passa appositamente la palla all'avversario Valentin che verrà subito dopo rubato dallo stesso Son con il Contrasto Lampo, finendo poi per tirare con le Ali del Gol, tecnica dello stesso Sonny, firmando l'1-2 russo. Una volta finito il primo tempo, Adriano e Elliot andranno da Son e, credendo che sia Sonny, gli chiedono spiegazioni anche se Mister Yi ferma i due ragazzi, dicendogli che quel giocatore non è affatto Sonny.
Inizia il secondo tempo e Son dopo un paio di dribbling arriva in porta, ma tirerà il pallone fuori addolorato a causa della domanda rivoltagli da Sandra, Valentin e Trevor sul perché li avesse traditi, facendo immaginare a Heath e Lucas che gli sia stato fatto il lavaggio del cervello da Orione. Il gioco riprende e Nathan passa la palla a Heath che, per ordine di Ivan, verrà prima atterrito insieme a Lucas e in seguito colpito da un taser. Tornando all'offensiva, Son si batterà con Basile che, dopo aver preso il pallone in aria, lo manderà a tappeto calciando un tiro potente sulla sua testa. A causa di questo gesto, Basile verrà espulso e Son non sarà più in grado di continuare la partita. Il match, sul risultato di 1-2, sta per finire e nel frattempo la Spagna, ormai fuori dai giochi, sta pareggiando contro la Star Unicorn 0-0.
Mister Yi, volendo pareggiare la partita, schiera Byron, Adriano ed Elliot al posto di Dave, Billy ed Aiden. Lucas dopo aver ripreso il pallone, lo passa ad Elliot che tira con lo Squalo Profondo, portando la partita sul 2-2. In seguito Adriano, dopo aver perso palla, riesce a riprenderla dopo un pressing insistente su Oleg e la passa a Byron, poi colpito dal taser da Rodina. Oleg tasera Adriano e segna il gol finale, aiutato dall'Onda Boreale L2 (con gas lacrimogeni aggiunti anche in porta) che acceca Sandra, battuta dall'Aquila Reale.
Finisce 3-2 per la Russia, che si qualifica come testa di serie del Girone A ai quarti di finale. Dopo la partita Oleg chiederà a Sonny se Basile gli avesse fatto male, egli risponde dicendo al centrocampista russo che Basile aveva fatto sì che si preparasse al colpo e, in seguito, leva la benda.
Si scopre che Son Riktov non è Sonny, bensì Martemeli Prestov, facente parte della resistenza di Truman Newton contro Orione. Dopo la partita si scoprirà inoltre che la Spagna ha vinto contro gli Stati Uniti per 2-1, permettendo quindi il passaggio del turno al Giappone.

### Il risveglio di Sonny e la verità su Orione
In seguito si scopre che Sonny è stato condizionato mentalmente e Truman lo ha salvato da questo controllo. Dopodiché Sonny si risveglia a casa di Truman, che gli spiegherà la verità riguardo alla Fondazione Orione: il presidente Piotr Allegrov (deceduto padre di Alex e Ivan) gestiva la Fondazione secondo principi corretti, aiutando i bambini poveri con il calcio. Tuttavia suo figlio Ivan la prese in mano dopo la sua morte usandola come mezzo per arricchirsi. Truman espone anche che, per far capire all'Inazuma Japan quanto i metodi di Orione siano pericolosi, decise di inserire qualcuno di infiltrato per prepararla a ciò, in questo caso Lucas. Anche Shawn si presenta a casa di Truman, svelando a Sonny di aver collaborato con la Rivoluzione per guarire i danni che la Inazuma avrebbe subito a partire dalla fase a gironi dell'FFI. L'assistente di Ivan dirà al centrocampista giapponese che si sta segretamente opponendo alla Fondazione con suoi alleati coordinando la Resistenza e che l'unico mezzo per sconfiggere l'Associazione siano i giocatori della Inazuma. Lucas intanto, parlando con Alex, verrà a sapere che l'ex capitano della Russia ha imparato a giocare a calcio proprio da suo padre Piotr, che gli disse e ridisse che con il pallone avrebbe potuto rafforzarsi e divertirsi, e che Alex vuole iniziare una vera e propria ribellione contro suo fratello Ivan. Al centro di addestramento di Orione, Sonny chiederà ad Oleg se intende ancora giocare per la Fondazione; il centrocampista dei Perfect Spark spiegherà che, se non fosse stato per Orione, non sarebbe stato ciò che è ora. In quel momento arriva anche Alex, che proporrà a Sonny e soprattutto ad Oleg di salvare Orione dall'oscurità che la sta attanagliando creando la "Freccia di Artemide".

### Un nuovo giocatore nell'Inazuma Japan e il misterioso infortunio della squadra francese
Dopo gli eventi dell'ex presidente della Fondazione Orion, Sonny decide di raccontare tutto quanto ai giocatori della Inazuma e che sono tutti d'accordo su svolgere questa rivoluzione. Dopo il discorso, Mister Yi presenta il nuovo membro della nazionale giapponese ossia Acker Resse che lasciò stupito Elliot. Durante l'allenamento, Mister Yi, decide di fare una partita tra due squadre di 15 minuti. La prima squadra è composta da: Sandra, Dave, Basile, Hunter e Sonny. La seconda squadra invece è composta da: Mark, Elliot, Nathan, Acker e Heath. La partita inizia con Acker che tira in porta anche se il tiro viene fermato da Sandra. Basile poi attiva la sua forma Super Wild tirando in porta con il Ciclone Selvaggio parato dalla Mano Diamante di Mark per poi passare la palla a Acker, Nathan e Elliot segnando il primo gol con il Pinguino Imperatore N.2. La partita finisce con la vittoria della squadra di Mark. Dopo l'allenamento Mister Yi racconta che l'allenatore della squadra francese è un suo amico e quindi non ci sono discepoli di Orion, ma il giorno dopo, la nazionale giapponese vince a tavolino a causa di uno strano infortunio della nazionale francese causato dall'avvelenamento del cibo. Per questo, Heath, Valentin, Sonny e Elliot entrano nell'ospedale per ottenere delle prove dell'infortunio della squadra francese. Nell'ospedale c'è anche Oleg che insieme al gruppo, incontrano Nathan, il capitano della squadra che si mette anche a piangere dicendo che desiderava tanto giocare contro la Inazuma. Insieme a lui c'è anche Pascal che dice al gruppo del cibo che è stato avvelenato, ossia il pane. Dopo aver preso le prove, Hikaru invia un video a Heath dove uno degli chef della squadra, afferma di aver servito del cibo crudo alla squadra.

### Il passato di Alex e Ivan e il nuovo avversario dell'Inazuma Japan
Dopo che gli eventi dell'episodio precedente, Mister Yi annuncia il prossimo avversario dell'Inazuma Japan ossia la nazionale brasiliana. Intanto Lucas insieme ad Alex, stanno andando alla Fondazione Orione e durante il tragitto, Lucas chiede ad Alex se anche prima Ivan era cattivo. La sua risposta è un no, dicendo anche che da bambino era il suo idolo. Infatti Ivan aveva insegnato a suo fratello minore come giocare a calcio, anche se la madre dei due fratelli pensava di più al fratello maggiore. Un giorno quando Alex era caduto mentre giocava sotto la pioggia, Ivan lo aiutò dicendogli anche di non fare le cose in fretta. Qualche anno dopo, il loro padre morì e Ivan era quello più sconvolto tra tutti. E questo gli aveva fatto cambiare personalità iniziando a ignorare Alex. Arrivati nell'ufficio di Ivan, Alex chiede a suo fratello se c'era di mezzo lui nell'incidente della squadra francese ma il fratello maggiore non capiva nulla dicendo che Orione non c'entrava nulla e che è stata un'altra persona. Prima di andare, Ivan informa Lucas che la nazionale brasiliana è composta da discepoli di Orione. All'esterno della fondazione, Lucas chiede ad Alex chi può essere quest'altra persona che ha causato l'infortunio della squadra francese, ma lo stesso ragazzo gli dice che prima vuole indagare. Al centro d'allenamento della Inazuma, Lucas viene beccato da Aurelia e Regina insieme a Heath che chiede al numero 13 di raccontare alla squadra quello che ha saputo oggi. Dopo che Lucas ha raccontato quello che ha saputo di Ivan, Heath dice che la nazionale giapponese non ha possibilità di vincere contro la nazionale brasiliana visto che sono dei discepoli di Orione e che sono molto bravi con il pallone.

### I quarti di finale iniziano: Giappone vs Brasile
Il giorno della partita tra l'Inazuma Japan e la Olè de Samba, la nazionale brasiliana, è arrivato. Come nuovo titolare c'è Acker mentre in porta gioca Duske. Prima dell'inizio della partita, la Inazuma viene accolta da Alegre (capitano della squadra brasiliana) e i suoi giocatori con della samba, facendo divertire alcuni giocatori giapponesi compresi Mister Yi e Wongfu. Ma ora la partita inizia con i giocatori verde oro superare i giocatori dell'Inazuma, facendo anche dei passaggi veloci e precisi. Il Brasile agisce in modo provocatorio e per questo, Duske si allontana dalla sua area, permettendo ad Alegre di segnare il primo gol della sua squadra. La partita continua e Acker informa Heath che ha un piano per distruggere il Brasile.
La palla ora è di Rio, Elliot prova a fermarlo con la Rete Difensiva ma lo stesso giocatore verde oro riesce a passare a Luis che insieme ad Alegre, tirano in porta con la Samba Micidiale, ma questa volta Duske non si fa trovare impreparato. Infatti lo stesso portiere del Liceo Altaluna, Hunter e Acker, sfoderano una nuova tecnica, la Difesa Lunare, che riesce a fermare il tiro, ma all'improvviso, Rio colpisce Duske alla mano. La partita continua e la Inazuma inizia a utilizzare la strategia che ha utilizzato la Raimon contro la Royal Academy. All'improvviso, i giocatori giapponesi iniziano a fare dei movimenti lasciando la loro metà campo vuota, e appena Alegre, appaiono dei mini tornado causando delle esplosioni, permettendo a Xavier e Hunter di tirare in porta con lo Scambio Nero che riesce a superare la Barriera alla Marinara di Gonzalo, segnando il gol del pareggio.
Il piano di Acker è andato a segno, infatti ha deciso di utilizzare il Campo Minato dei Navy Invader per pareggiare i conti con i giocatori giallo oro. La partita sta procedendo in modo tranquillo ma all'improvviso dagli Eleven Band dei giocatori giallo oro, arriva un messaggio di Ivan che dice ad Alegre e alla sua squadra di giocare di giocare con i metodi di Orione. La partita continua con la Olè de Samba che va all'attacco con Rio, Sonny cerca di fermarlo ma a un certo punto, lo stesso centrocampista cade a terra. I giocatori giallo oro stanno superando i giocatori del Giappone facendogli perdere le forze. Il Brasile continua l'offensiva con Alegre e Luis che tirano di nuovo in porta con la Samba Micidiale che supera sia Acker sia lo Scudo di Artemide di Duske, portando in vantaggio la Olè de Samba. Intanto sulla panchina, il coach Jim Trainer scopre che i giocatori verde oro stanno utilizzando un'agopuntura molto pericolosa che serve per "spazzare via" l'energie degli avversari. Intanto in campo, Rio chiede ad Alegre perché stanno giocando in questo modo, e il capitano verde oro dice che ora stanno giocando un calcio diverso rispetto a quello di prima e che sono costretti a obbedire ad Ivan visto che grazie a lui, sono riusciti a conoscere il calcio. Dopo che è stato mostrato il passato dei giocatori verde oro, Iguazú prova a colpire Elliot ma Miguel si mette in mezzo fermando il suo compagno e dopo questa sua azione, l'arbitro fischia la fine del primo tempo. Intanto Alegre chiede ad Ivan se la sua squadra può giocare in modo onesto usando le loro capacità ma Ivan gli dice che deve seguire i suoi ordini.
Sulla panchina giapponese invece, la Inazuma non ha possibilità di vincere, ma Acker ha in mente un piano. Vuole che la squadra gioca in maniera scorretta. Intanto il secondo tempo sta per iniziare, Aiden e Adriano sostituiscono Basile e Xavier. La nazionale giapponese inizia a seguire il piano di Acker, infatti sempre lui e Donati, fanno cadere Samuel grazie a un filo che utilizzavano anche i Navy Invaders, mentre invece Rio viene spaventato da Aiden credendo che lo stesso numero 22 del Giappone possiede una lama nascosta nella scarpa. Elliot invece fa cadere Manaus con dell'olio. Aiden intanto va all'attacco mostrando quella che in realtà non è una lama ma il suo numero di metallo sotto la scarpa per poi tirare in porta con l'Attacco Furente che supera per la seconda volta la Barriera alla Marinara di Gonzalo segnando il gol del pareggio. Il piano di Acker continua e Sonny e Valentin iniziano a fare dei passaggi in aria grazie a un elastico mentre Sonny mette del sapone sulla palla facendo avere difficoltà a Gonzalo nel parare il tiro.
La Olè de Samba si accorge che l'Inazuma sta giocando in maniera scorretta, ma Alegre si accorge che lo stanno facendo per far capire a loro che stanno sbagliando e grazie a questo, il Brasile decide di giocare in maniera onesta.
Mister Yi decide di far entrare Mark al posto di Duske, la partita continua con i giocatori verde oro dribblare e fare passaggi in maniera, la palla arriva a Rio che la passa ad Alegre che tira in porta con la sua nuova tecnica, la Scossa Carnevalesca che viene respinta dal Pugno Diamante di Mark. Il gioco delle due squadre fa sorridere Ivan, Alegre e Luis invece vanno all'attacco con la Samba Micidiale che rimbalza sul petto di Mark, permettendo al capitano brasiliano di segnare. Ma l'Inazuma arriva in parità grazie a Adriano e il suo Tiro Super Frizzante.
E per finire, Elliot tira in porta con lo Squalo Profondo che riesce a frantumare la Mega Barriera alla Marinara, Alegre però cerca di fermare il tiro ma Acker si tuffa di testa, cambiando la traiettoria del pallone facendolo entrare in porta. La partita finisce 4-3 per la Inazuma, Ivan intanto si accorge di essere stato tanto tempo nell'oscurità. All'improvviso nella sua stanza, entra sua madre Yekaterina che prende a schiaffi suo figlio facendogli ricordare il suo orribile passato. A Ivan era proibito avere distrazioni o amici e doveva pensare solamente allo studio. Nella stanza arriva anche Alex che rimane scioccato da quello che ha visto fare sua madre.

### La semifinale contro l'armata della strega: Giappone vs Italia
Dopo la partita contro il Brasile, la Inazuma si sta preparando per la semifinale contro i Queen's Guardians, la nazionale italiana, che è comandata dalla vera mente della Fondazione Orion ossia Yekaterina Allegrov, la madre di Alex e Ivan, la stessa donna che ha cacciato via Mister Yi dal mondo del calcio 10 anni fa.
Lo stesso allenatore dice anche che per vincere bisogna completare l'Ultima Risorsa. Alcuni giocatori dell'Inazuma Japan si sono divisi i loro allenamenti: Axel sta dicendo a Elliot, Sonny e Heath su come completare l'Ultima Risorsa, Basile sta cercando di imparare la tecnica dello stesso Axel mentre Nathan e Acker si stanno esercitando per eseguire un nuovo Pinguino Imperatore, e questo ha colpito l'attenzione di Elliot che ha deciso di allenarsi per eseguirlo. Il giorno dopo inizia finalmente la semifinale tra Giappone e l'Italia, in porta Mister Yi ha scelto Sandra visto che gli avversari hanno pochi dati su di lei e che Duske non si è ancora ripreso dal suo infortunio.
La partita inizia con Elliot che passa la palla a Byron fermato purtroppo da Dodone Barberini grazie ai tutori che hanno aumentato la sua velocità, e grazie a questo, Orlando insieme a Dodone, Pietro e Luca, tirano in porta con la Torre Pendente che riesce a superare l'Onda del Colosso di Fisher segnando il gol della squadra italiana. La partita continua con l'Italia che va all'attacco con Alice Berardi, ma all'improvviso la stessa ragazza si ferma di colpo, permettendo a Nathan di riprendersi la palla con l'Uragano Multiplo, dando l'opportunità allo stesso Nathan, Acker e Elliot di tirare in porta con il Pinguino Imperatore N.2 con Squalo che riesce a frantumare la Bocca della Verità di Clorinda Luzzago, ma Orlando riesce a fermare il tiro prima di entrare in porta. Lo stesso Orlando torna di nuovo all'attacco con la Torre Pendente portando al raddoppio l'Italia.
Più tardi sul campo scoppia un temporale facendo sospendere la partita temporaneamente. Durante il temporale, Heath si accorge della potenza dei tutori. Infatti possono aumentare la forza dei giocatori ma causano dei forti dolori al loro corpo. Lo stesso centrocampista propone alla squadra di giocare in modo violento, ma Sonny lo ferma dicendo che vuole giocare in modo pulito visto che sono arrivati in semifinale giocando in maniera onesta. Lo stesso Heath approva la risposta di Sonny e improvvisamente, smette di piovere. Intanto Truman arriva nella stanza di Ivan, chiedendogli di togliere i tutori ai giocatori italiani, ma all'improvviso arriva Yekaterina che dopo aver dato del traditore a Truman, gli tira un potente schiaffo che lo fa scaraventare contro la parete. La nazionale italiana intanto torna all'attacco ma Dardinello Foscari per via dei tutori, cade a terra, facendo entrare al suo posto Fantaghirò Petrucci.
L'Italia va di nuovo all'attacco con Dodone che prima supera Acker e Nathan, e poi tira con il Carro Imbizzarrito che riesce a superare la parata di Sandra. Ma anche lui cade a terra, e Sonny va direttamente da Orlando, dicendogli che quello che sta facendo è sbagliato. Lo stesso capitano dice che Carlos Gallo ha ragione, infatti sia lui che la squadra si tolgono i tutori anche se ci saranno delle conseguenze per questo. Il gioco delle due squadre fa sorridere Ivan, al contrario di Yekaterina che tira un potente schiaffo al figlio. La palla ora è di Elliot che la passa a Sonny, che insieme a Sandra e Byron, tirano in porta con l'Orso Polare N.2 segnando il loro primo gol, mettendo fine al primo tempo.
L'allenatore dell'Italia è contento che la sua squadra gioca in maniera leale utilizzando le loro capacità. Però questo momento verrà interrotto da Yekaterina che tira un altro potente schiaffo, ma questa volta, contro l'allenatore Giordani. La stessa strega decide anche di fare un cambio d'allenatore, infatti entra (e ritorna) Curtis Wright, solo che questa volta, si fa chiamare con il suo vero nome, ossia Vladimir. Lo stesso nuovo allenatore dell'Italia, obbliga a far indossare i tutori alla squadra e Orlando non ha altra scelta.
Il secondo tempo inizia e sulla panchina italiana, Giustino Giovanni, si accorge che Vladimir sta controllando i tutori dal suo tablet. Intanto Sonny, dribbla uno per uno i giocatori italiani e poi tira in porta con la sua nuova tecnica, l'Inasprimento Solare che viene fermata da Clorinda dato che Vladimir ha impostato i suoi tutori al massimo, purtroppo la stessa ragazza ha perso le sue forze, lasciando il campo.
Sonny si è stancato di vedere i giocatori italiani giocare in quel modo, dicendo anche che ha intenzione di salvarli utilizzando l'Omega Maelstrom per poi permettere a Elliot di usare il vuoto d'aria che aveva utilizzato nella finale contro l'Altaluna. La partita riprende con l'entrata di Oliviero Alvicci che sostituisce Clorinda, i giocatori italiani stanno sentendo i dolori dei tutori. La palla ora è di Lucas che dopo aver dribblato Fantaghirò con l'Esplosione Cosmica, la passa a Heath per iniziare ad utilizzare l'Omega Maelstrom, ma Orlando lo ferma all'ultimo secondo, ripagandolo con la stessa tattica che spazza via i giocatori giapponesi facendoli cadere a terra. Per fortuna Elliot è riuscito ad utilizzare il vuoto d'aria appena in tempo, purtroppo non è riuscito a salvare tutti. Infatti Sandra, Dave e Byron, sono costretti ad abbandonare il campo, al loro posto entrano Mark, Basile, e con grande sorpresa, Axel. Il capocannoniere della Inazuma è finalmente pronto per tornare a giocare.
La palla ora è di Nathan e la passa a Mark per poi tirarla verso Axel nello stesso modo durante la prima partita contro la Royal Academy, permettendo al numero 10 di tirare in porta con il suo Tornado di Fuoco, purtroppo Oliviero grazie ai tutori e al suo Scudo Giurassico riesce a fermare il potente tiro di Blaze. Purtroppo Oliviero è rimasto ferito e quindi deve abbandonare il campo temporaneamente per prendere le giuste cure per tornare sul campo. Intanto Axel dice a Sonny, Heath e Elliot che per vincere bisogna usare l'Ultima Risorsa. Infatti dopo che Oliviero si è ripreso, Sonny, Heath e Elliot tirano in porta con l'Ultima Risorsa, fermato senza problemi da Oliviero. La palla ora è di Dodone che tira in porta con il Carro Imbizzarrito, fermato per fortuna da Mark e il suo Pugno Diamante.
Purtroppo Orlando si farà rubare la palla da Axel a causa dei suoi tutori, e ciò consente all'attaccante di far riprovare il trio giapponese, ma Basile gli urla che anche lui riesce a sviluppare l'Ultima Risorsa e così, dopo aver ricevuto palla da Axel ed attivato la modalità Super Wild tira a rete con la tecnica del numero 10 giapponese, che supera tutti i giocatori italiani, tuttavia Orlando riesce a intercettare il tiro usando l'Ultima Risorsa Drago, la quale provoca anche la rottura dei suoi tutori e avanza ferocemente verso la porta della Inazuma.
Basile prova a bloccarlo e, un istante dopo, Lucas decide di eseguire la tecnica in quattro, poiché ha capito cosa manca per poter essere completo (ovvero un secondo giocatore che colpisca di raso la palla usando la gamba sinistra) e così facendo, Basile viene spazzato via dalla respinta di Orlando, il quale viene contrastato dall'Ultima Risorsa Σ di Sonny, Lucas, Heath ed Elliot, che spazza via i giocatori italiani, incluso Orlando, che, dopo aver provato a bloccarlo, viene scaraventato in porta e il Giappone segna finalmente il gol del 2-3.
Tuttavia la nazionale italiana non è più in grado di continuare la partita, così Vladimir è costretto a dichiarare forfait, e la Inazuma vince la partita a tavolino, qualificandosi per la finale. Alla fine dell'incontro Orlando ringrazia i giapponesi per aver protetto lui e i suoi compagni e dichiara che possono riuscire ad annientare Orione, che una misteriosa ragazza crede che sia impossibile.

### La finale: Giappone vs Russia
La partita inizia con Alex che va all'attacco per poi passare la palla a Martemeli che tira in porta con la tecnica dello stesso Alex, la Scintilla Innocente, che viene fermato da Mark e il suo Braccio Diamante, la palla arriva a Adriano che tira in porta con il Tiro Super Frizzante che però viene fermata dalla Pizzicata Gigante di Yuri che in questa partita gioca in porta. La palla ora è di Lucas che supera Alex con l'Esplosione Cosmica, la partita si sta svolgendo in modo pulito ma ad un certo punto Yekaterina con il suo cellulare inizia a controllare la squadra russa che colpisce i giocatori giapponesi con delle pallonate per poi permettere ad Alex di tirare in porta con la tecnica di Oleg, l'Aquila Reale, che riesce a sorpassare la Mano Diamante di Mark segnando il primo gol per a sua squadra.
Intanto nella Fondazione Orion, Truman e Shawn vengono ingannati dallo stesso signore che li ha salvati, tuttavia qualcuno riesce a salvare i due infiltrati e quel qualcuno si rivela essere Mario rivelando anche che lui è un agente dell'Interpol insieme a Natasha e Maria che fermeranno le guardie permettendo a Truman e Frost di proseguire.
Intanto allo stadio Lucas si accorge che cosa sta succedendo alla squadra di Allegrov. I loro Eleven Band stanno trasmettendo un ultrasuono di una melodia che controlla la squadra mentalmente e il numero 13 se ne accorge urlando ad Alex che si è fermato per qualche secondo. Purtroppo Jim ha cercato di hackerare la frequenza ma senza successo. L'assedio dei Perfect Spark continua ma per fortuna Mark e tutti gli altri si alzando in piedi dicendo che non vogliono arrendersi e lo stesso capitano urla "Giochiamo a calcio" a squarciagola che riesce a liberare Alex e tutti gli altri dal controllo mentale di Yekaterina. La partita continua ad andare nel verso giusto, Alex tira in porta con l'Aquila Reale che viene fermata da Mark e la sua Mano Diamante. La palla torna ad Adriano che tira di nuovo in porta con il Tiro Super Frizzante che questa volta sorpassa la parata di Yuri portando la Inazuma al pareggio.
Intanto nella stanza di Yekaterina, Truman, Mario e Shawn informano la stessa donna che ora hanno tutte le prove della Fondazione ma la stessa strega attiva un allarme grazie al suo cellulare.

### Il vero piano di Yekaterina e la battaglia finale
Grazie al suo cellulare, Yekaterina fa esplodere uno dei riflettori portando lo stadio nel panico fino a quando un enorme disco appare sopra lo stadio oscurandolo per poi proiettare un enorme ologramma della strega che inizia a spaventare la gente nello stadio. Intanto nella stanza della stessa donna Truman, Shawn e Mario vengono fermati e tutto questo lascia sorpreso Ivan che entra nella stanza di sua madre e insieme a lui c'è anche Alex. Yekaterina decide di raccontare il vero obiettivo di Orione ai suoi due figli: il precedente presidente della fondazione Orion, Piotr Girikanan, aiutava le persone di tutto il mondo ma Yekaterina voleva arricchire il business della fondazione dall'oscurità, in più lei scopre dal computer del marito che molti paesi stavano complottando con Piotr. La stessa donna chiese al marito che cosa stava succedendo e lui rispose che crede in un cambiamento del mondo e tutto questo costrinse la donna ad andarsene fino a quando suo marito morì permettendole di iniziare il piano del Mondo Perfetto. Dopo questo discorso, dall'ologramma esce una squadra con il nome di Orion's Shadow, insieme a loro ci sono Vladimir e Ray Dark. Per fermare tutto questo Mister Yi decide di chiedere aiuto ai giocatori dell'Inazuma e a quelli che sono nello stadio. Con grande sorpresa sono tornati anche Caleb e Jude che pensa che Dark non è tornato per servire la strega ma che sta facendo il doppio gioco.
La partita tra il Team Yi e la Orion's Shadow inizia con Sergi che tira in porta con la Rovesciata Diamante che viene fermato con facilità da Procyon. Gli avversari iniziano a fare una serie di passaggi e dribbling rapidi permettendo a Jade Beor, capitano della squadra, di tirare in porta con l'Ombra di Orione che sorpassa la Mano Diamante. Il Team Yi torna all'attacco con Jude e Heath che riescono a dirigere la squadra facendo dei passaggi precisi per poi permettere a Sharp di passare la palla a Axel che tira in porta con l'Ultima Risorsa che viene indebolito dalla stessa Jade facendo un gesto con le mani per poi passare la palla al numero 11 della squadra per poi passarla alla stessa ragazza che dopo aver replicato le Manovre Aeree di Heath, tira in porta segnando il secondo gol per la sua squadra. Alex intanto si sta preoccupando di Jade, infatti la stessa ragazza è un'amica d'infanzia del capitano russo e Yekaterina l'ha trasformata in una macchina da guerra per aiutarla nella creazione del Mondo Perfetto. La partita riprende con Jade che tira con l'Ombra di Orione che riesce a segnare il terzo gol per la Orion's Shadow. La stessa ragazza si dimostra essere una fredda combattente infatti fa cadere a terra Sonny per poi tirargli una pallonata sullo stomaco, ma lo stesso numero 8 riesce a rialzarsi dicendo che non importa quante volte dovrà cadere e che riuscirà sempre a rialzarsi.

### La fine di Orion
La partita tra il Team Yi e la Orion's Shadow continua e Heath, Elliot, Sonny e Lucas tirano in porta con Ultima Risorsa Σ che viene fermato da Jade e il resto della Orion's Shadow. Il Team Yi ha difficoltà a rubare la palla alla squadra della strega, riescono a tornare all'attacco con Elliot, Caleb e Jude che tirano in porta con il Pinguino N.2 con Squalo che viene fermato dallo Scudo d'Ombra di Procyon. Jade torna all'attacco ma viene fermata da Elliot e il resto del Team Yi e la stessa ragazza decide di tirare in porta con la sua tecnica più potente, lo Sciame d'Ombra, che viene fermato dalla Mano dell'Amicizia di Mark. La squadra di Mister Yi torna all'attacco e Erik, Sergi e Elliot tirano in porta con il Colpo di Perseo che riesce a superare lo Scudo d'Ombra di Procyon segnando il primo gol per la squadra dell'allenatore cinese. Jade arrabbiata più che mai tira in porta con l'Ombra di Orione che viene respinto dalla Super Respinta Inazuma di Mark per poi permettere a Jude e Axel (che sono entrati in campo) e allo stesso Mark di tirare in porta con il Grande Ariete Inazuma segnando il secondo gol, ma non è finita qui, infatti Oleg, Martemeli e Wongfu segnano il gol del pareggio con Uno Per Tutti.
Jade se la prende con Sonny dicendo che se perde è destinata a scomparire, ma Sonny gli dice che non si può vincere sempre e che perdendo non si scompare, facendo riaprire gli occhi a Jade e agli altri Orion's Shadow liberandoli dal Sigillo di Orion. Nella stanza di Yekaterina intanto l'Interpol libera Truman, Shawn e Mario, mentre sul campo Alex ruba la palla a Jade che tira in porta con la Scintilla Innocente per permettere a Lucas di eseguire un tiro a catena con la sua nuova tecnica, la Cascata Planetaria, Heath poi potenzia il tiro con la Spada Lunare, Elliot continua il tiro a catena con lo Squalo Profondo per poi fare in modo che Sonny dà il colpo di grazia al tiro con l'Inasprimento Solare che riesce a superare Procyon e Jade segnando il gol della vittoria per il Team Yi.
Dopo la partita il disco sopra lo stadio rischia di cadere, ma Mark, Sonny e tutte le altre squadre presenti tirano in alto distruggendo il disco prima della catastrofe. Più avanti Yekaterina viene arrestata, si viene a sapere che Ray Dark è il maestro di Mister Yi e Sonny e Truman si ricongiungono.

### Epilogo
Tre giorni dopo, la partita tra Inazuma Japan e Perfect Spark riprende. Non viene mostrata la partita ma durante i titoli di coda si può notare una foto della nazionale giapponese con il trofeo in mano.
Durante gli stessi titoli di coda, i giocatori sono tornati nei loro rispettivi istituti, ma per loro non è ancora finita qui visto che sta per iniziare l'edizione autunnale del FF e tra le squadre ci sono delle modifiche: Elliot è tornato all'Accademia Stella, Billy Miller è diventato il nuovo portiere della Tonegawa, Lucas si è unito alla squadra del Liceo Altaluna. L'episodio, e la serie, finisce con l'inizio della partita tra la Raimon di Mark e l'Inakuni Island di Sonny.

## Curiosità
• L'Inazuma Japan di Orion con i suoi 24 giocatori è la nazionale giapponese più numerosa della saga.
• Fantaghirò Petrucci e Oliviero Alvicci sono due giocatori disegnati dai fan come lo era per Luke Blank e Kia Tanner in Inazuma Eleven Ares.
• Nel primo tempo della partita tra Giappone e Uzbekistan, l'Inazuma Japan ha giocato senza capitano.
• Nell'episodio 9, il bambino che ha parlato con Heath all'ospedale è Sol Daystar.
• I giocatori dei Navy Invaders sono tutti discepoli di Orion.
• I nomi dei giocatori della Orion's Shadow tranne Jade e Procyon derivano dalle stella che formano la costellazione Orione. La sua squadra ricorda anche la Dragonlink in Inazuma Eleven GO.

## Sigle
- Apertura: Butai wa Dekkai Hou ga Ii! (舞台はデッカイほうがいい！?) dei Pugcat's (ep. 1–21)
- Apertura: Chikyuu wo Kick! (地球をキック！?) dei Pugcat's (ep. 22–48)
- Finale: Suisei Girls (彗星ガールズ?, Suisei Gaaruzu) di Alom (ep. 1–21)
- Finale: Summer Zombie (サマーゾンビ?) di Alom (ep. 22–36)
- Finale: Ashita e no Bye Bye (明日へのBye Bye?) di Urashima Sakatasen (ep. 37–49)